# Fernando Gallego
Fernando Gallego (1440 – 1507) foi um pintor gótico espanhol e sua arte é considerada Hispano-Flamenca. Provavelmente nasceu em Salamanca, Espanha e trabalhou nas regiões de Castela e Extremadura.
Seu estilo naturalista expressa suas ligações com os pintores flamengos, tais como Rogier van der Weyden. A maioria de suas obras consiste em pequenos paineis de cenas religiosas, muitas vezes usadas em altares ou retábulos. Uma notável exceção é O Céu de Salamanca, hoje na Universidade de Salamanca, um grande mural no teto com cenas astronômicas e constelações]]. Apenas três de suas obras são assinadas.
Não há uma definição de como era o treinamento de Fernando Gallego, mas as suas formas naturais e seu estilo agressivo se assemelha com a pintura Flemish, principalmente a do artista Rogier van der Weyden. No século XV, o estilo de pintura holandês era um dos mais dominantes da época, e era significativo pelo caráter iluminista e iconográfico. Ambos os estilos estão presentes na arte de Gallego.